# Julian Bream
Julian Bream, CBE (sinh ngày 
15 tháng 7 năm 1933 - mất ngày 14 tháng 8 năm 2020) là nghệ sĩ guitar, nghệ sĩ lute người Anh.

## Tiểu sử[2]
Ở Học viện Âm nhạc Hoàng gia Anh, Julian Bream học piano, cello và sáng tác. Buổi biểu diễn lần đầu tiên của Bream là ở Lâu đài Wigmore vào năm 1951. Từ đó ông gặt hái thành công. Các tác phẩm được ông biểu diễn được trải rộng, nếu xét theo thời kỳ, từ thời đại của Johann Sebastian Bach cho đến các nhà soạn nhạc đương đại. Ông có vai trò quan trọng trong việc thúc đẩy sự phát triển của guitar hiện tại.